# サムライ (カメラ)
サムライ（英: SAMURAI）は、かつて京セラが製造販売していた、スチルカメラ並びにビデオカメラの商標及び製品群の総称である。販売には、国や地域によってKyocera若しくはYashicaのブランドが用いられた。

## 概説

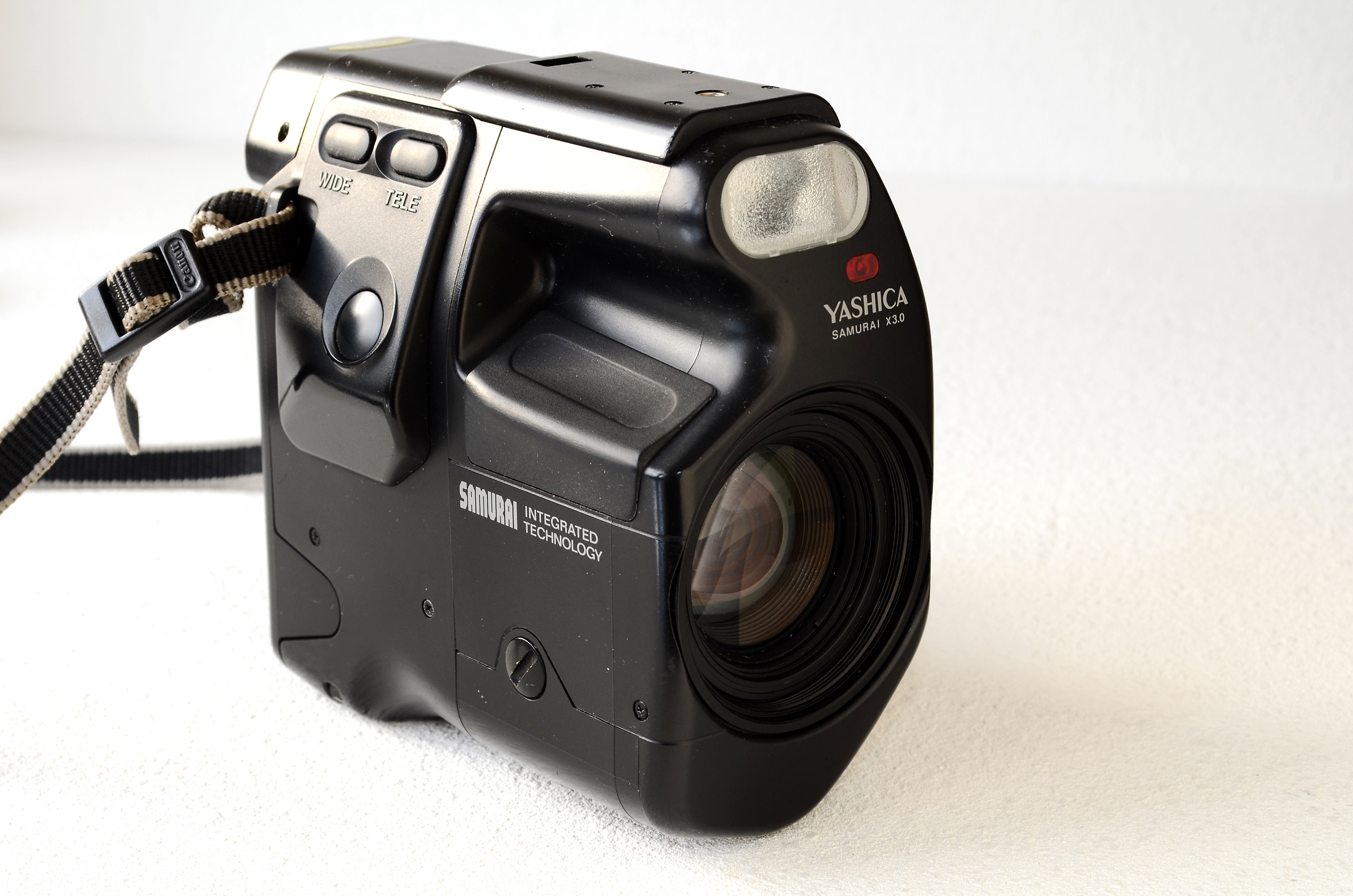
Yashica SAMURAI

### 135フィルムカメラ
135フィルムを用いたハーフサイズカメラ。一眼レフ構造とし、且つ後のハンディカムのように片手で握って撮るもので、斬新とされた。ヒット商品となり、日本国内だけで50万台が販売された。
日本
Kyoceraのブランドで販売された。
- サムライ - 1987年11月に発売され、価格は59,800円[注 1]だった[2]。第5回カメラグランプリを受賞した[3]。
- サムライ✕4.0 - 1988年12月に発売された[2]。
- サムライZ - 1989年7月に発売され、価格は58,000円[注 1]だった[2][4]。
- サムライZ-L - 1989年7月に発売され、価格は58,000円[注 1]だった[2]。サムライZの左利き用[1]。
- サムライZ2 - 1989年9月に発売された[2][5]。サムライZの一部機能を省いた[5]。
- サムライZ2-L - 1989年9月に発売された[2]。サムライZ2の左利き用[1]。

### 8ミリビデオカメラ
Video 8規格に準拠したビデオテープレコーダー一体型ビデオカメラ。
日本
Kyoceraのブランドで18機種が販売された。
- サムライ・ビデオ8 KX-1 - 1989年11月に発売された[2]。ソニーによるハンディカムCCD-TR55のOEM。
- サムライ・ビデオ8 KX-70 - 価格は130,000円[注 2]だった。
- サムライ・ビデオ8 KX-80 - 価格は145,000円[注 2]だった。
- サムライ・ビデオ8 KX-90 - 価格は160,000円[注 2]だった。
- サムライ・ビデオ8 KX-77CV – ソニーによるハンディカムCCD-TR205のOEM。
- サムライ・ビデオHi8 KX-H1
- サムライ・ビデオHi8 KX-H3 – ソニーによるハンディカムCCD-TR900のOEM。
- サムライ・ビデオHi8 KX-H5
- サムライ・ビデオHi8 KX-H6 – ソニーによるハンディカムCCD-TR850のOEM。
- サムライ・ビデオHi8 KX-V1
- サムライ・ビデオHi8 KX-V2 – ソニーによるハンディカムCCD-TR2のOEM。
- サムライ・ビデオHi8 KX-V3
- サムライ・ビデオHi8 KX-V5
- サムライ・ビデオHi8 KX-V6
- サムライ・ビデオHi8 KX-LV1 – ソニーによるハンディカムCCD-TRV90のOEM。
- サムライ・ビデオHi8 KX-LV2 – 1996年に発売された[6][7]。
- サムライ・ビデオHi8 KX-LV3 - 1996年8月20日に発売され、価格は税込みで226,600円[注 3]だった[6][8]。

### 電子スチルカメラ
スチルビデオフロッピーディスクシステムに準拠したスチルカメラ。
日本
Kyoceraのブランドで販売された。
- サムライ フロッピー V-70 - 1990年7月21日に発売され、価格は税込み111,240円だった[9][10]。1990年度グッドデザイン賞を受賞した[11]。
- サムライ フロッピー V-77 - 1993年5月1日に発売され、価格は税込み203,940円だった[9]。V-70の改良型[2]。
- サムライ フロッピー VC-10 - 1993年11月20日に発売され、価格は税込み360,500円だった[9][12]。レンズ周囲に3灯のストロボを配置し、無影撮影を可能としている[9]。

### APSカメラ
アドバンストフォトシステム（APS）に準拠するフィルムカートリッジ（IX240）を利用するカメラ。
日本
Kyoceraのブランドで販売された。
- サムライ4000ix - 1998年6月1日に発売され、価格は税込みで51,294円だった[2][13][14]。

英国
Yashicaのブランドで販売された。
- Samurai – 1998年3月に発売を発表し、予想価格は249.99GBPとした[15]。

米国
サムライ4000ixは、Yashica Profile Zoom 4000 Ixとして販売され、Samuraiの名は用いられなかった。。

### デジタルスチルカメラ
日本
Kyoceraのブランドで販売された。
- サムライ1300DG - 1998年11月21日に発売され、標準価格は税込みで92,494円だった[17][18][19]。
- サムライ2100DG - 1999年6月20日に発売され、標準価格は税込みで131,840円だった[20][21]。

米国
Yashicaのブランドで販売された。
- Samurai 2100DG - 1999年8月10日に発売を発表した[22]。

## 余聞
- 京セラは、2003年6月に発売した住宅用ソーラー発電システムにも、SAMURAIの商標を使っている[23]。

### 註釈
1. 1 2 3  ストラップ付きの価格。
2. 1 2 3  AV接続コード付きの価格。
3. ↑  リモートコントローラー、AV接続コード、S端子ケーブル、接続コード付きの価格[6]。